# Папский дворец Кастель-Гандольфо

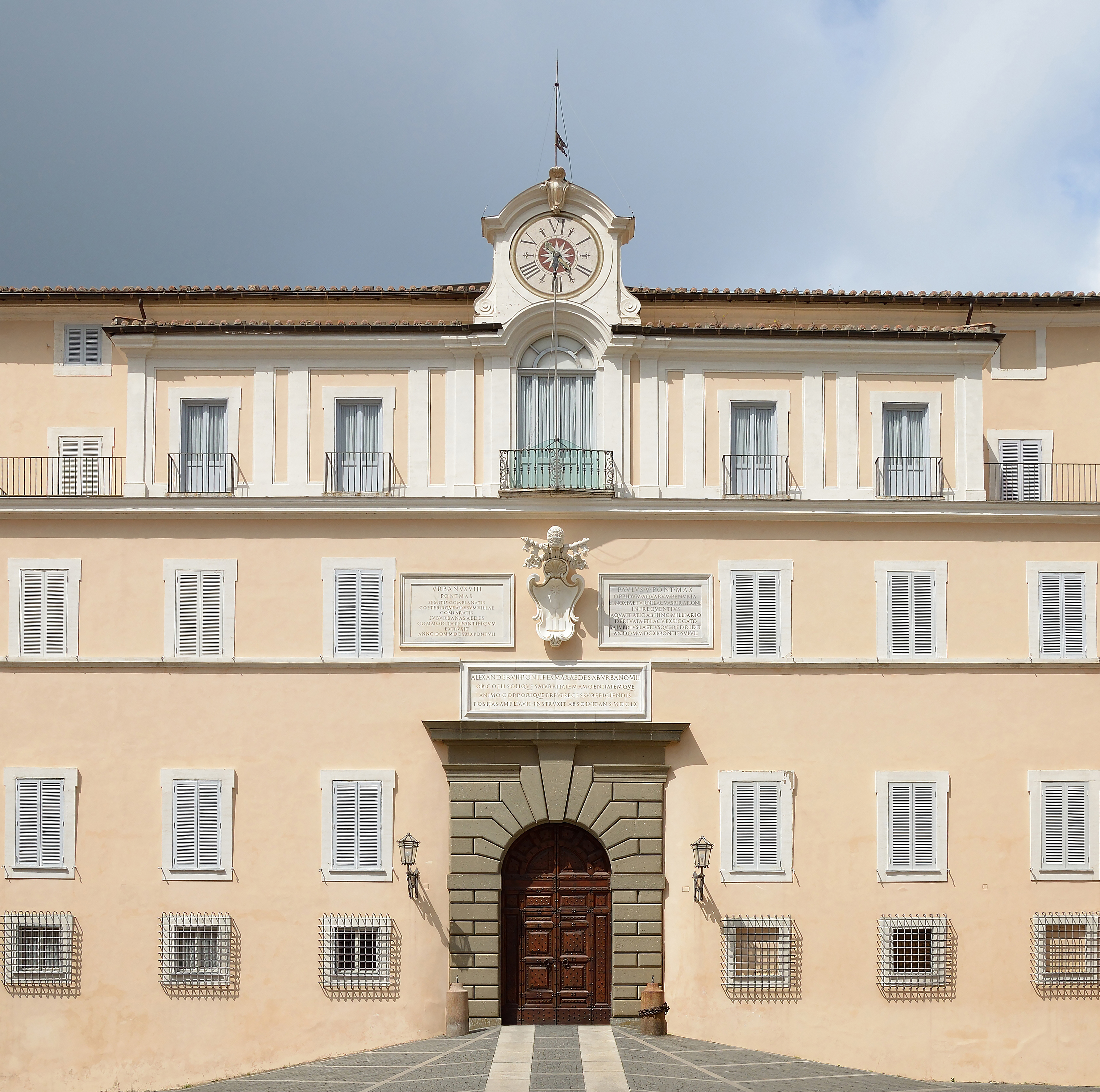
Фасад дворца

Папский дворец Кастель-Гандольфо (Апостольский дворец Кастель-Гандольфо, 

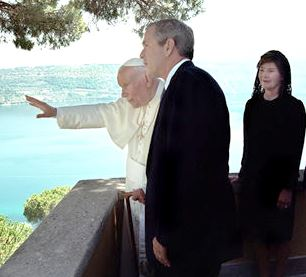
Папа Римский Иоанн Павел II с президентом США Джорджем Бушем и его супругой во время их первой встречи, в папском дворце. Июль 2001

итал. Palazzo Apostolico di Castel Gandolfo) — папский дворец XVII века в итальянском городе Кастель-Гандольфо. Он служил в качестве летней резиденции и местом отдыха папы римского.

## История
Сады занимают место резиденции римского императора Домициана. Дворец был разработан швейцарским архитектором Карло Мадерно для папы Урбана VIII. Папы использовали его как летнюю резиденцию и место отдыха, однако между 1870 и 1929 годами его почти не посещали, так как папы, находясь в территориальном споре с Италией, не покидали Ватиканский холм. В соответствии с Латеранскими соглашениями 1929 года, дворец и прилегающая вилла Барберини являются собственностью Святого Престола.
Во время Второй мировой войны неизвестное количество еврейских беженцев укрылось во дворце под охраной Святого Престола, и многие люди использовали дворец как убежище от союзнических бомбардировок в 1944 году, хотя более, чем 500 человек умерли в одной атаке.
Папа Бенедикт XVI прилетел во дворец в последний день своего папства 28 февраля 2013 года и провёл несколько недель там перед возвращением в Ватикан 2 мая. Вечером 28 февраля здесь состоялось его последнее публичное выступление в качестве папы, Бенедикт XVI обратился с балкона дворца с краткой речью к собравшимся на площади верующим.
23 марта 2013 года, Франциск посетил Бенедикта XVI во дворце на обед. 7 декабря 2013 года, Франциск назначил Освальдо Гианоли директором папской виллы в Кастель-Гандольфо. В марте 2014 года Ватикан открыл Сады Барберини с платным входом для посетителей на экскурсии в утренние часы каждый день, кроме воскресенья. В 2016 году по указанию папы Франциска резиденция была превращена в музей.
2 февраля 2022 года Его Святейшество Франциск поручил губернаторату города-государства Ватикан создать на базе резиденции экологический центр Borgo Laudato si (borgo — «деревня, местечко»).